# Cupa Mondială de Baschet Masculin din 2019
Cupa Mondială de Baschet FIBA din 2019 a fost cea de a 18-a ediție a Cupei Mondiale de Baschet FIBA pentru echipele naționale de baschet masculin. Turneul a fost găzduit de China și a marcat o nouă eră pentru competiție. Reprogramată din 2018 în 2019, această ediție a fost prima cupă mondială de baschet FIBA din 1967, care nu a avut loc în același an ca și Cupa Mondială FIFA, ci după un an. De asemenea, etapa grupelor s-a extins de la 24 la 32 de echipe. Primele 8 echipe, inclusiv Japonia, gazda Jocurilor Olimpice de Vară din 2020 (unde două echipe provin fiecare din America și Europa și echipele de top din Africa, Asia și Oceania), în această competiție s-au calificat pentru evenimentul de baschet masculin Jocurile Olimpice din 2020 de la Tokyo.
Această ediție a fost câștigată de Spania care a învins în finală Argentina cu scorul de 95-75. Este cel de-al doilea titlu de campioană mondială cucerit de Spania după ediția din 2006.

## Alegerea gazdei
Întregul proces de alegere a început în aprilie 2014. S-au depus oferte din numeroase națiuni. La 16 martie 2015, s-a confirmat faptul că această ediție va fi organizată în Asia, China și Filipine fiind candidaturile finale care vor sta la baza alegerii gazdei. La 7 august 2015, s-a anunțat că  viitoarea gazdă a Cupei Mondiale este China.

### Rezultatul votului
| China    | 14 |
| Filipine | 7  |

## Arene
| Beijing                              | BeijingGuangdong · (vezi mai jos)ShanghaiNanjingWuhan | Nanjing                                 |
| ------------------------------------ | ----------------------------------------------------- | --------------------------------------- |
| Cadillac Arena                       | BeijingGuangdong · (vezi mai jos)ShanghaiNanjingWuhan | Nanjing Olympic Sports Center Gymnasium |
| Capacitate: 18.000                   | BeijingGuangdong · (vezi mai jos)ShanghaiNanjingWuhan | Capacitate: 13.000                      |
|                                      | BeijingGuangdong · (vezi mai jos)ShanghaiNanjingWuhan |                                         |
| Shanghai                             | BeijingGuangdong · (vezi mai jos)ShanghaiNanjingWuhan | Wuhan                                   |
| Mercedes-Benz Arena                  | BeijingGuangdong · (vezi mai jos)ShanghaiNanjingWuhan | Wuhan Gymnasium                         |
| Capacitate: 18.000                   | BeijingGuangdong · (vezi mai jos)ShanghaiNanjingWuhan | Capacitate: 13.000                      |
|                                      | BeijingGuangdong · (vezi mai jos)ShanghaiNanjingWuhan |                                         |
| Arene din Guangdong                  |                                                       |                                         |
| Dongguan                             | DongguanFoshanGuangzhouShenzhen                       | Foshan                                  |
| Nissan Sports Centre                 | DongguanFoshanGuangzhouShenzhen                       | Foshan Metro Sports Arena (arenă nouă)  |
| Capacitate: 16.000                   | DongguanFoshanGuangzhouShenzhen                       | Capacitate: 14.700                      |
|                                      | DongguanFoshanGuangzhouShenzhen                       |                                         |
| Guangzhou                            | DongguanFoshanGuangzhouShenzhen                       | Shenzhen                                |
| Guangzhou International Sports Arena | DongguanFoshanGuangzhouShenzhen                       | Shenzhen Universiade Sports Centre      |
| Capacitate: 18.000                   | DongguanFoshanGuangzhouShenzhen                       | Capacitate: 18.000                      |
|                                      | DongguanFoshanGuangzhouShenzhen                       |                                         |

## Calificare
China ca țară gazdă s-a calificat automat pentru turneu. Campionatele continentale nu vor mai face parte din sistemul de calificare pentru Cupa Mondială. În schimb, două runde de turnee de calificare continentale au loc pe parcursul a doi ani.
Prima rundă de calificări din America, Asia / Oceania și Africa cuprinde câte 16 echipe, în timp ce Europa are 32 de echipe. Echipele din Divizia A sunt împărțite în grupe de patru și joacă în sistem fiecare cu fiecare tur-retur. Primele trei echipe din fiecare grupă avansează în runda a doua, iar echipele de pe ultima poziție joacă cu cele mai bune echipe din Divizia B pentru a se califica pentru Divizia A în sezonul următor.
În etapa a doua a calificărilor la Cupa Mondială, echipele sunt împărțite în grupe de câte șase, în total patru grupe în Europa și două în celelalte zone. Echipele vor porni cu punctele acumulate în prima rundă și se vor confrunta din nou cu alte trei echipe în sistem fiecare cu fiecare tur-retur. Cele mai bune echipe din fiecare grupă se vor califica pentru Cupa Mondială.
Începând cu anul 2019, nu se va mai acorda nici un wild card, iar campioana olimpică nu va mai avea garantat un loc în turneu.
Tragerea la sorți pentru calificări a avut loc la 7 mai 2017 în Guangzhou.

### Echipele calificate
| Echipa        | Calificare         | Calificare         | Apariție     | Apariție | Apariție    | Cea mai bună perfornanță                 | Loc în clasamentul FIBA |
| Echipa        | Ca                 | Data               | Ultima       | Total    | Consecutive | Cea mai bună perfornanță                 | Loc în clasamentul FIBA |
| ------------- | ------------------ | ------------------ | ------------ | -------- | ----------- | ---------------------------------------- | ----------------------- |
| China         | Țară gazdă         | 7 august 2015      | 2010         | 8        | 1           | locul 8 (1994) / etapa grupelor          | 24                      |
| Tunisia       | calificări Africa  | 15 septembrie 2018 | 2010         | 2        | 1           | locul 24 (2010) / Grupe preliminare      | 52                      |
| Nigeria       | calificări Africa  | 15 septembrie 2018 | 2006         | 2        | 1           | locul 13 (1998) / Grupe preliminare      | 32                      |
| Grecia        | calificări Europa  | 16 septembrie 2018 | 2014         | 8        | 4           | Vicecampioană (2006) / Finală            | 8                       |
| Germania      | calificări Europa  | 16 septembrie 2018 | 2010         | 6        | 1           | Locul 3 (2002) / Finala mică             | 22                      |
| Cehia         | calificări Europa  | 16 septembrie 2018 | indisponibil | 1        | 1           | Debut                                    | 24                      |
| Lituania      | calificări Europa  | 17 septembrie 2018 | 2014         | 6        | 4           | Locul 3 (2010) / Finala mică             | 6                       |
| Australia     | calificări Asia    | 30 noiembrie 2018  | 2014         | 12       | 4           | Locul 5 (1982) / runda semifinală        | 10                      |
| Franța        | calificări Europa  | 30 noiembrie 2018  | 2014         | 8        | 4           | Locul 3 (2014)                           | 3                       |
| Angola        | calificări Africa  | 1 decembrie 2018   | 2014         | 8        | 5           | locul 6 (2006)                           | 37                      |
| Noua Zeelandă | calificări Asia    | 2 decembrie 2018   | 2014         | 6        | 5           | Locul 4 (2002) / finala mică             | 38                      |
| Coreea de Sud | calificări Asia    | 2 decembrie 2018   | 2014         | 8        | 5           | Locul 4 (1970) / finala mică             | 33                      |
| Spania        | calificări Europa  | 2 decembrie 2018   | 2014         | 11       | 10          | Campioană (2006)                         | 2                       |
| Turcia        | calificări Europa  | 2 decembrie 2018   | 2014         | 5        | 5           | Vicecampioană (2010)                     | 17                      |
| SUA           | calificări America | 2 decembrie 2018   | 2014         | 18       | 18          | Campioană (1954, 1986, 1994, 2010, 2014) | 1                       |
| Venezuela     | calificări America | 2 decembrie 2018   | 2006         | 5        | 1           | locul 11 (1990)                          | 20                      |
| Argentina     | calificări America | 2 decembrie 2018   | 2014         | 13       | 9           | Campioană (1950)                         | 5                       |
| Canada        | calificări America | 3 decembrie 2018   | 2010         | 13       | 1           | locul 6 (1978, 1982)                     | 23                      |

## Format
Turneul va fi jucat în trei etape. În prima etapă, cele 32 de echipe calificate vor fi trase la sorți în opt grupe de câte patru (A-H), fiecare echipă dintr-o grupă ca juca cu fiecare echipă din grupa respectivă. Echipele de pe primele două locuri din fiecare grupă se vor califica în etapa a doua a grupelor. În etapa a doua vor fi patru grupe (I-L) de câte patru echipe calificate din prima etapă, care vor juca fiecare cu fiecare. Echipele clasate pe primele două locuri se vor califica pentru etapa eliminatorie.
Meciurile pentru clasament vor fi utilizate din nou după ce nu au fost folosite la Cupa Mondială de Baschet Masculin din 2010. Acestea au fost organizate la fiecare Cupa Mondială până în 2010.
În total, se vor juca 96 de jocuri în 16 zile.

## Faza grupelor

### Grupa A
| Loc | Echipa           | MJ | V | Î | PM  | PP  | PD  | Pct | Calificare                               |
| --- | ---------------- | -- | - | - | --- | --- | --- | --- | ---------------------------------------- |
| 1   | Polonia          | 3  | 3 | 0 | 239 | 208 | +31 | 6   | Avansează în Etapa a doua                |
| 2   | Venezuela        | 3  | 2 | 1 | 228 | 210 | +18 | 5   | Avansează în Etapa a doua                |
| 3   | China (H)        | 3  | 1 | 2 | 205 | 206 | −1  | 4   | Calificare pentru meciurile de clasament |
| 4   | Coasta de Fildeș | 3  | 0 | 3 | 189 | 237 | −48 | 3   | Calificare pentru meciurile de clasament |

| 31 august 2019    |  |            |  |                  |  |
| Polonia           |  | 80–69      |  | Venezuela        |  |
| Coasta de Fildeș  |  | 55–70      |  | China            |  |
| 2 septembrie 2019 |  |            |  |                  |  |
| Venezuela         |  | 87–71      |  | Coasta de Fildeș |  |
| China             |  | 76–79 (OT) |  | Polonia          |  |
| 4 septembrie 2019 |  |            |  |                  |  |
| Coasta de Fildeș  |  | 63–80      |  | Polonia          |  |
| Venezuela         |  | 72–59      |  | China            |  |

### Grupa B
| Loc | Echipa        | MJ | V | Î | PM  | PP  | PD  | Pct | Calificare                               |
| --- | ------------- | -- | - | - | --- | --- | --- | --- | ---------------------------------------- |
| 1   | Argentina     | 3  | 3 | 0 | 258 | 211 | +47 | 6   | Avansează în Etapa a doua                |
| 2   | Rusia         | 3  | 2 | 1 | 230 | 219 | +11 | 5   | Avansează în Etapa a doua                |
| 3   | Nigeria       | 3  | 1 | 2 | 266 | 242 | +24 | 4   | Calificare pentru meciurile de clasament |
| 4   | Coreea de Sud | 3  | 0 | 3 | 208 | 290 | −82 | 3   | Calificare pentru meciurile de clasament |

| 31 august 2019    |  |        |  |               |  |
| Rusia             |  | 82–77  |  | Nigeria       |  |
| Argentina         |  | 95–69  |  | Coreea de Sud |  |
| 2 septembrie 2019 |  |        |  |               |  |
| Nigeria           |  | 81–94  |  | Argentina     |  |
| Coreea de Sud     |  | 73–87  |  | Rusia         |  |
| 4 septembrie 2019 |  |        |  |               |  |
| Coreea de Sud     |  | 66–108 |  | Nigeria       |  |
| Rusia             |  | 61–69  |  | Argentina     |  |

### Grupa C
| Loc | Echipa      | MJ | V | Î | PM  | PP  | PD  | Pct | Calificare                               |
| --- | ----------- | -- | - | - | --- | --- | --- | --- | ---------------------------------------- |
| 1   | Spaniei     | 3  | 3 | 0 | 247 | 190 | +57 | 6   | Avansează în Etapa a doua                |
| 2   | Puerto Rico | 3  | 2 | 1 | 213 | 218 | −5  | 5   | Avansează în Etapa a doua                |
| 3   | Tunisia     | 3  | 1 | 2 | 205 | 235 | −30 | 4   | Calificare pentru meciurile de clasament |
| 4   | Iran        | 3  | 0 | 3 | 213 | 235 | −22 | 3   | Calificare pentru meciurile de clasament |

| 31 august 2019    |  |        |  |             |  |
| Iran              |  | 81–83  |  | Puerto Rico |  |
| Spania            |  | 101–62 |  | Tunisia     |  |
| 2 septembrie 2019 |  |        |  |             |  |
| Tunisia           |  | 79–67  |  | Iran        |  |
| Puerto Rico       |  | 63–73  |  | Spaniei     |  |
| 4 septembrie 2019 |  |        |  |             |  |
| Puerto Rico       |  | 67–64  |  | Tunisia     |  |
| Spaniei           |  | 73–65  |  | Iran        |  |

### Grupa D
| Loc | Echipa   | MJ | V | Î | PM  | PP  | PD   | Pct | Calificare                               |
| --- | -------- | -- | - | - | --- | --- | ---- | --- | ---------------------------------------- |
| 1   | Serbia   | 3  | 3 | 0 | 323 | 203 | +120 | 6   | Avansează în Etapa a doua                |
| 2   | Italia   | 3  | 2 | 1 | 277 | 215 | +62  | 5   | Avansează în Etapa a doua                |
| 3   | Angola   | 3  | 1 | 2 | 204 | 278 | −74  | 4   | Calificare pentru meciurile de clasament |
| 4   | Filipine | 3  | 0 | 3 | 210 | 318 | −108 | 3   | Calificare pentru meciurile de clasament |

| 31 august 2019    |  |            |  |          |  |
| Angola            |  | 59–105     |  | Serbia   |  |
| Filipine          |  | 62–108     |  | Italia   |  |
| 2 septembrie 2019 |  |            |  |          |  |
| Italia            |  | 92–61      |  | Angola   |  |
| Serbia            |  | 126–67     |  | Filipine |  |
| 4 septembrie 2019 |  |            |  |          |  |
| Angola            |  | 84–81 (OT) |  | Filipine |  |
| Italia            |  | 77–92      |  | Serbia   |  |

### Grupa E
| Loc | Echipa        | MJ | V | Î | PM  | PP  | PD  | Pct | Calificare                               |
| --- | ------------- | -- | - | - | --- | --- | --- | --- | ---------------------------------------- |
| 1   | Statele Unite | 3  | 3 | 0 | 279 | 204 | +75 | 6   | Avansează în Etapa a doua                |
| 2   | Cehia         | 3  | 2 | 1 | 247 | 240 | +7  | 5   | Avansează în Etapa a doua                |
| 3   | Turcia        | 3  | 1 | 2 | 254 | 251 | +3  | 4   | Calificare pentru meciurile de clasament |
| 4   | Japonia       | 3  | 0 | 3 | 188 | 273 | −85 | 3   | Calificare pentru meciurile de clasament |

| 1 septembrie 2019 |  |            |  |               |  |
| Turcia            |  | 86–67      |  | Japonia       |  |
| Cehia             |  | 67–88      |  | Statele Unite |  |
| 3 septembrie 2019 |  |            |  |               |  |
| Japonia           |  | 76–89      |  | Cehia         |  |
| Statele Unite     |  | 93–92 (OT) |  | Turcia        |  |
| 5 septembrie 2019 |  |            |  |               |  |
| Turcia            |  | 76–91      |  | Cehia         |  |
| Statele Unite     |  | 98–45      |  | Japonia       |  |

### Grupa F
| Loc | Echipa        | MJ | V | Î | PM  | PP  | PD  | Pct | Calificare                               |
| --- | ------------- | -- | - | - | --- | --- | --- | --- | ---------------------------------------- |
| 1   | Brazilia      | 3  | 3 | 0 | 265 | 245 | +20 | 6   | Avansează în Etapa a doua                |
| 2   | Grecia        | 3  | 2 | 1 | 266 | 236 | +30 | 5   | Avansează în Etapa a doua                |
| 3   | Noua Zeelandă | 3  | 1 | 2 | 284 | 288 | −4  | 4   | Calificare pentru meciurile de clasament |
| 4   | Muntenegru    | 3  | 0 | 3 | 216 | 262 | −46 | 3   | Calificare pentru meciurile de clasament |

| 1 septembrie 2019 |  |        |  |               |  |
| Noua Zeelandă     |  | 94–102 |  | Brazilia      |  |
| Grecia            |  | 85–60  |  | Muntenegru    |  |
| 3 September 2019  |  |        |  |               |  |
| Muntenegru        |  | 83–93  |  | Noua Zeelandă |  |
| Brazilia          |  | 79–78  |  | Grecia        |  |
| 5 September 2019  |  |        |  |               |  |
| Brazilia          |  | 84–73  |  | Muntenegru    |  |
| Grecia            |  | 103–97 |  | Noua Zeelandă |  |

### Grupa G
| Loc | Echipa               | MJ | V | Î | PM  | PP  | PD  | Pct | Calificare                               |
| --- | -------------------- | -- | - | - | --- | --- | --- | --- | ---------------------------------------- |
| 1   | Franța               | 3  | 3 | 0 | 271 | 194 | +77 | 6   | Avansează în Etapa a doua                |
| 2   | Republica Dominicană | 3  | 2 | 1 | 206 | 234 | −28 | 5   | Avansează în Etapa a doua                |
| 3   | Germania             | 3  | 1 | 2 | 238 | 210 | +28 | 4   | Calificare pentru meciurile de clasament |
| 4   | Iordania             | 3  | 0 | 3 | 202 | 279 | −77 | 3   | Calificare pentru meciurile de clasament |

| 1 septembrie 2019    |  |        |  |                      |  |
| Republica Dominicană |  | 80–76  |  | Iordania             |  |
| Franța               |  | 78–74  |  | Germania             |  |
| 3 septembrie 2019    |  |        |  |                      |  |
| Germania             |  | 68–70  |  | Republica Dominicană |  |
| Iordania             |  | 64–103 |  | Franța               |  |
| 5 septembrie 2019    |  |        |  |                      |  |
| Germania             |  | 96–62  |  | Iordania             |  |
| Republica Dominicană |  | 56–90  |  | Franța               |  |

### Grupa H
| Loc | Echipa    | MJ | V | Î | PM  | PP  | PD  | Pct | Calificare                               |
| --- | --------- | -- | - | - | --- | --- | --- | --- | ---------------------------------------- |
| 1   | Australia | 3  | 3 | 0 | 276 | 242 | +34 | 6   | Avansează în Etapa a doua                |
| 2   | Lituania  | 3  | 2 | 1 | 275 | 203 | +72 | 5   | Avansează în Etapa a doua                |
| 3   | Canada    | 3  | 1 | 2 | 243 | 260 | −17 | 4   | Calificare pentru meciurile de clasament |
| 4   | Senegal   | 3  | 0 | 3 | 175 | 264 | −89 | 3   | Calificare pentru meciurile de clasament |

| 1 septembrie 2019 |  |        |  |           |  |
| Canada            |  | 92–108 |  | Australia |  |
| Senegal           |  | 47–101 |  | Lituania  |  |
| 3 septembrie 2019 |  |        |  |           |  |
| Australia         |  | 81–68  |  | Senegal   |  |
| Lituania          |  | 92–69  |  | Canada    |  |
| 5 septembrie 2019 |  |        |  |           |  |
| Canada            |  | 82–60  |  | Senegal   |  |
| Lituania          |  | 82–87  |  | Australia |  |

## Etapa a doua

### Grupa I
| Loc | Echipa    | MJ | V | Î | PM  | PP  | PD  | Pct | Calificare         |
| --- | --------- | -- | - | - | --- | --- | --- | --- | ------------------ |
| 1   | Argentina | 5  | 5 | 0 | 436 | 343 | +93 | 10  | Sferturi de finală |
| 2   | Polonia   | 5  | 4 | 1 | 383 | 373 | +10 | 9   | Sferturi de finală |
| 3   | Rusia     | 5  | 3 | 2 | 373 | 358 | +15 | 8   |                    |
| 4   | Venezuela | 5  | 2 | 3 | 355 | 366 | −11 | 7   |                    |

| 6 septembrie 2019 |  |       |  |           |  |
| Polonia           |  | 79–74 |  | Rusia     |  |
| Argentina         |  | 87–67 |  | Venezuela |  |
| 8 septembrie 2019 |  |       |  |           |  |
| Venezuela         |  | 60–69 |  | Rusia     |  |
| Polonia           |  | 65–91 |  | Argentina |  |

### Grupa J
| Loc | Echipa      | MJ | V | Î | PM  | PP  | PD   | Pct | Calificare         |
| --- | ----------- | -- | - | - | --- | --- | ---- | --- | ------------------ |
| 1   | Spania      | 5  | 5 | 0 | 395 | 319 | +76  | 10  | Sferturi de finală |
| 2   | Serbia      | 5  | 4 | 1 | 482 | 331 | +151 | 9   | Sferturi de finală |
| 3   | Italia      | 5  | 3 | 2 | 431 | 371 | +60  | 8   |                    |
| 4   | Puerto Rico | 5  | 2 | 3 | 349 | 402 | −53  | 7   |                    |

| 6 septembrie 2019 |  |            |  |             |  |
| Serbia            |  | 90–47      |  | Puerto Rico |  |
| Spania            |  | 67–60      |  | Italia      |  |
| 8 septembrie 2019 |  |            |  |             |  |
| Puerto Rico       |  | 89–94 (OT) |  | Italia      |  |
| Spania            |  | 81–69      |  | Serbia      |  |

### Grupa K
| Loc | Echipa        | MJ | V | Î | PM  | PP  | PD   | Pct | Calificare         |
| --- | ------------- | -- | - | - | --- | --- | ---- | --- | ------------------ |
| 1   | Statele Unite | 5  | 5 | 0 | 437 | 330 | +107 | 10  | Sferturi de finală |
| 2   | Cehia         | 5  | 3 | 2 | 417 | 395 | +22  | 8   | Sferturi de finală |
| 3   | Grecia        | 5  | 3 | 2 | 403 | 382 | +21  | 8   |                    |
| 4   | Brazilia      | 5  | 3 | 2 | 409 | 427 | −18  | 8   |                    |

1. 1 2 3  Cehia 1–1, +15, Grecia 1–1, +6, Brazilia 1–1, –21

| 7 septembrie 2019 |  |       |  |          |  |
| Brazilia          |  | 71–93 |  | Cehia    |  |
| Statele Unite     |  | 69–53 |  | Grecia   |  |
| 9 septembrie 2019 |  |       |  |          |  |
| Cehia             |  | 77–84 |  | Grecia   |  |
| Statele Unite     |  | 89–73 |  | Brazilia |  |

### Grupa L
| Loc | Echipa               | MJ | V | Î | PM  | PP  | PD  | Pct | Calificare         |
| --- | -------------------- | -- | - | - | --- | --- | --- | --- | ------------------ |
| 1   | Australia            | 5  | 5 | 0 | 458 | 416 | +42 | 10  | Sferturi de finală |
| 2   | Franța               | 5  | 4 | 1 | 447 | 369 | +78 | 9   | Sferturi de finală |
| 3   | Lituania             | 5  | 3 | 2 | 424 | 336 | +88 | 8   |                    |
| 4   | Republica Dominicană | 5  | 2 | 3 | 337 | 390 | −53 | 7   |                    |

| 7 septembrie 2019    |  |        |  |                      |  |
| Australia            |  | 82–76  |  | Republica Dominicană |  |
| Franța               |  | 78–75  |  | Lituania             |  |
| 9 septembrie 2019    |  |        |  |                      |  |
| Republica Dominicană |  | 55–74  |  | Lituania             |  |
| Franța               |  | 98–100 |  | Australia            |  |

## Grupe clasament locurile 17-32

### Grupa M
| Loc | Echipa           | MJ | V | Î | PM  | PP  | PD  | Pct |
| --- | ---------------- | -- | - | - | --- | --- | --- | --- |
| 1   | Nigeria          | 5  | 3 | 2 | 435 | 381 | +54 | 8   |
| 2   | China (H)        | 5  | 2 | 3 | 355 | 365 | −10 | 7   |
| 3   | Coreea de Sud    | 5  | 1 | 4 | 361 | 438 | −77 | 6   |
| 4   | Coasta de Fildeș | 5  | 0 | 5 | 326 | 400 | −74 | 5   |

| 6 septembrie 2019 |  |       |  |                  |  |
| Nigeria           |  | 83–66 |  | Coasta de Fildeș |  |
| China             |  | 77–73 |  | Coreea de Sud    |  |
| 8 septembrie 2019 |  |       |  |                  |  |
| Coasta de Fildeș  |  | 71–80 |  | Coreea de Sud    |  |
| China             |  | 73–86 |  | Nigeria          |  |

### Grupa N
| Loc | Echipa   | MJ | V | Î | PM  | PP  | PD   | Pct |
| --- | -------- | -- | - | - | --- | --- | ---- | --- |
| 1   | Tunisia  | 5  | 3 | 2 | 377 | 386 | −9   | 8   |
| 2   | Iran     | 5  | 2 | 3 | 379 | 372 | +7   | 7   |
| 3   | Angola   | 5  | 1 | 4 | 350 | 435 | −85  | 6   |
| 4   | Filipine | 5  | 0 | 5 | 352 | 499 | −147 | 5   |

| 6 septembrie 2019 |  |       |  |          |  |
| Angola            |  | 62–71 |  | Iran     |  |
| Tunisia           |  | 86–67 |  | Filipine |  |
| 8 septembrie 2019 |  |       |  |          |  |
| Tunisia           |  | 86–84 |  | Angola   |  |
| Iran              |  | 95–75 |  | Filipine |  |

### Grupa O
| Loc | Echipa        | MJ | V | Î | PM  | PP  | PD   | Pct |
| --- | ------------- | -- | - | - | --- | --- | ---- | --- |
| 1   | Noua Zeelandă | 5  | 3 | 2 | 497 | 470 | +27  | 8   |
| 2   | Turcia        | 5  | 2 | 3 | 434 | 427 | +7   | 7   |
| 3   | Muntenegru    | 5  | 1 | 4 | 370 | 406 | −36  | 6   |
| 4   | Japonia       | 5  | 0 | 5 | 334 | 464 | −130 | 5   |

| 7 septembrie 2019 |  |         |  |               |  |
| Noua Zeelandă     |  | 111–81  |  | Japonia       |  |
| Turcia            |  | 79–74   |  | Muntenegru    |  |
| 9 septembrie 2019 |  |         |  |               |  |
| Japonia           |  | 65–80   |  | Muntenegru    |  |
| Turcia            |  | 101–102 |  | Noua Zeelandă |  |

### Grupa P
| Loc | Echipa   | MJ | V | Î | PM  | PP  | PD   | Pct |
| --- | -------- | -- | - | - | --- | --- | ---- | --- |
| 1   | Germania | 5  | 3 | 2 | 409 | 364 | +45  | 8   |
| 2   | Canada   | 5  | 2 | 3 | 445 | 413 | +32  | 7   |
| 3   | Iordania | 5  | 1 | 4 | 352 | 482 | −130 | 6   |
| 4   | Senegal  | 5  | 0 | 5 | 330 | 432 | −102 | 5   |

| 7 septembrie 2019 |  |        |  |          |  |
| Canada            |  | 126–71 |  | Iordania |  |
| Germania          |  | 89–78  |  | Senegal  |  |
| 9 septembrie 2019 |  |        |  |          |  |
| Iordania          |  | 79–77  |  | Senegal  |  |
| Germania          |  | 82–76  |  | Canada   |  |

## Faza eliminatorie
|  | Sferturi de finală | Sferturi de finală |               |           | Semifinale            | Semifinale            |               |  | Finala | Finala |
|  |                    |                    |               |           |                       |                       |               |  |        |        |
|  | 10 septembrie      |                    |               |           |                       |                       |               |  |        |        |
|  |                    |                    |               |           |                       |                       |               |  |        |        |
|  | Argentina          | 97                 |               |           |                       |                       |               |  |        |        |
|  | Argentina          | 97                 | 13 septembrie |           |                       |                       |               |  |        |        |
|  | Serbia             | 87                 |               |           |                       |                       |               |  |        |        |
|  | Serbia             | 87                 | Argentina     | 80        |                       |                       |               |  |        |        |
|  | 11 septembrie      |                    | Argentina     | 80        |                       |                       |               |  |        |        |
|  |                    |                    | Franța        | 66        |                       |                       |               |  |        |        |
|  | Statele Unite      | 79                 | Franța        | 66        |                       |                       |               |  |        |        |
|  | Statele Unite      | 79                 | 15 septembrie |           |                       |                       |               |  |        |        |
|  | Franța             | 89                 |               |           |                       |                       |               |  |        |        |
|  | Franța             | 89                 | Argentina     | 75        |                       |                       |               |  |        |        |
|  | 10 septembrie      |                    | Argentina     | 75        |                       |                       |               |  |        |        |
|  |                    | Spania             | 95            |           |                       |                       |               |  |        |        |
|  | Spania             | Spania             | 95            | 98        |                       |                       |               |  |        |        |
|  | Spania             | 13 septembrie      |               | 98        |                       |                       |               |  |        |        |
|  | Polonia            | 78                 |               |           |                       |                       |               |  |        |        |
|  | Polonia            | 78                 | Spania        | 95 (d.p.) | Meciul pentru locul 3 | Meciul pentru locul 3 |               |  |        |        |
|  | 11 septembrie      |                    | Spania        | 95 (d.p.) | Meciul pentru locul 3 | Meciul pentru locul 3 |               |  |        |        |
|  |                    |                    | Australia     | 88        |                       | 15 septembrie         | 15 septembrie |  |        |        |
|  | Australia          | 82                 | Australia     | 88        |                       | 15 septembrie         | 15 septembrie |  |        |        |
|  | Australia          | 82                 |               |           | Franța                | 67                    |               |  |        |        |
|  | Cehia              | 70                 |               |           | Franța                | 67                    |               |  |        |        |
|  | Cehia              | 70                 | Australia     | 59        |                       |                       |               |  |        |        |
|  |                    |                    |               | 59        |                       |                       |               |  |        |        |